# Benjamin Mitschele
Benjamin Mitschele (*  9. Juni 1983 in Augsburg) ist ein deutscher Koch.

## Werdegang
Mitschele begann mit 23 Jahren seine Ausbildung zum Koch im Restaurant Magnolia in Augsburg; dann kochte er drei Jahre lang im Restaurant Scent Berlin.
Er machte sich mit dem Restaurant Alte Liebe in Augsburg selbstständig, schloss es aber aufgrund ungünstiger Randbedingungen im Februar 2018 wieder. Seit Oktober 2018 betreibt er gemeinsam mit Christoph Steinle die Street-Food-Bar Oh Boi und die Blaue Kappe im ehemaligen Odeon, in der gutbürgerliche Küche neu interpretiert wird.
Im September 2019 eröffnete er das Restaurant Alte Liebe in besserer Lage neu. 2022 wurde das Restaurant mit einem Michelinstern ausgezeichnet.

## Auszeichnungen
- 2022: Ein Michelinstern für das Restaurant Alte Liebe in Augsburg[5][6]